# Степное (Угловский район)
Степное — упразднённое село в Угловском районе Алтайском крае. Располагалось на территории современного Павловского сельсовета. Точная дата упразднения не установлена.

## География
Располагалось в 20 км к югу от села Павловка, у границы с Казахстаном.

## История
Основано в 1954 году в период освоения целины. На месте села располагалась 4-я бригада совхоза «Угловский». С 1960 г. отделения совхоза «Авангард». На карте Генштаба за 1987 г. значится не жилым.